# Nagrajia havanensis
Nagrajia havanensis är en svampart som beskrevs av R.F. Castañeda 1991. Nagrajia havanensis ingår i släktet Nagrajia, divisionen sporsäcksvampar och riket svampar.   Inga underarter finns listade i Catalogue of Life.